# Junta de Exrectores
Junta de Exrectores bezeichnete in spanischer Sprache den Rat der Exrektoren der Universidad Nacional Autónoma de México (UNAM), der die Universität im August 1944 auf Ersuchen des mexikanischen Präsidenten nach den beiden kurzzeitig amtierenden Interimsrektoren seit Brito Foucher vorübergehend leitete.
Dem Rat gehörten García Téllez, Gómez Morín, Ocaranza Carmona, Baz, De la Cueva und Chico Goerne an. Vom Junta de Exrectores wurde Alfonso Caso für die zukünftige Leitung der Universität ausgewählt, der am 15. August 1944 das Amt antrat.